# Fatako
Pour les articles homonymes, voir Fatako (homonymie).
Fatako est une ville et une sous-préfecture de Guinée, rattachée à la préfecture de Tougué et la région de Labé.

## Population
En 2016, le nombre d'habitants est estimé à 10 410, à partir d'une extrapolation officielle du recensement de 2014 qui en avait dénombré 9 734.

## Personnalité liée à la ville
- Sékouba Fatako (1961- 2011), chanteur guinéen.

## Galeries

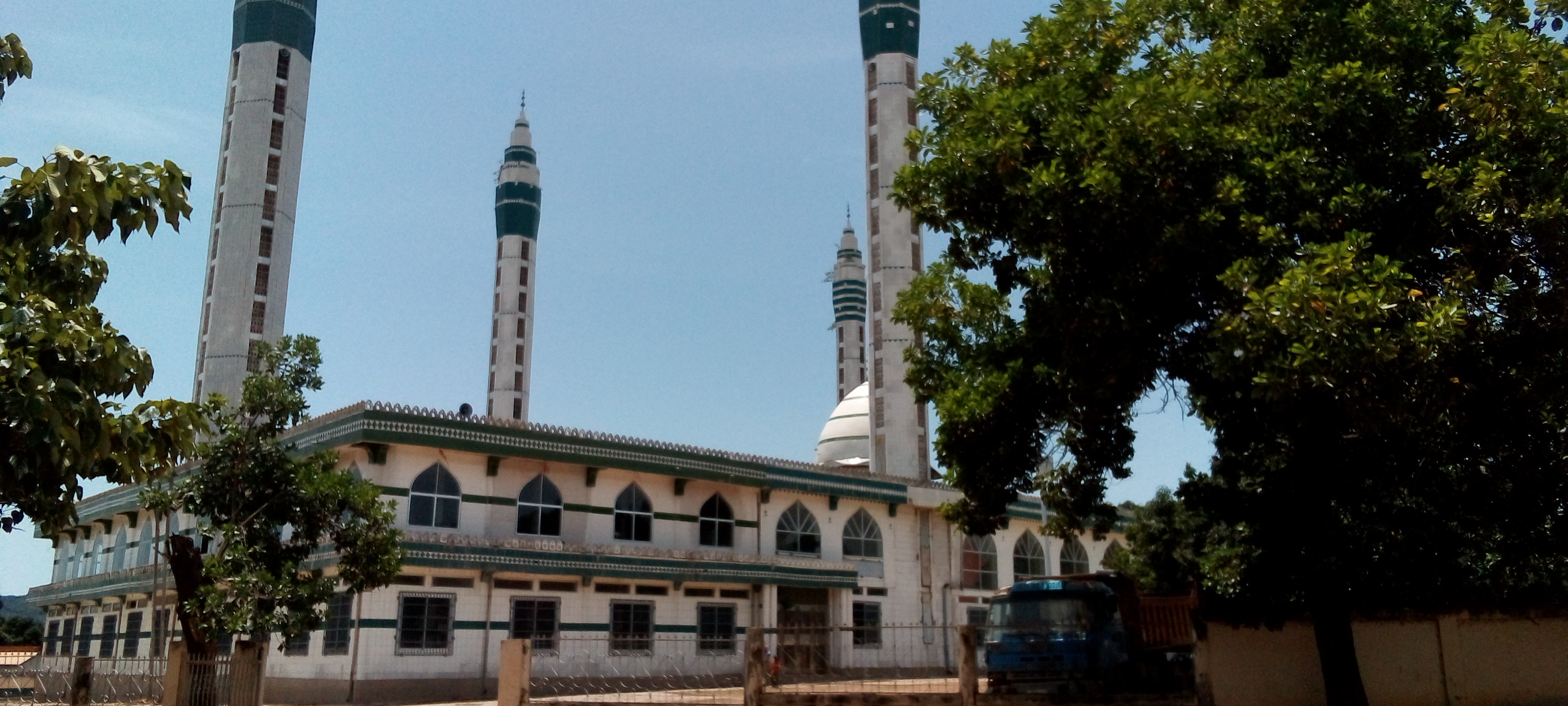
Grande Mosquée de Fatako
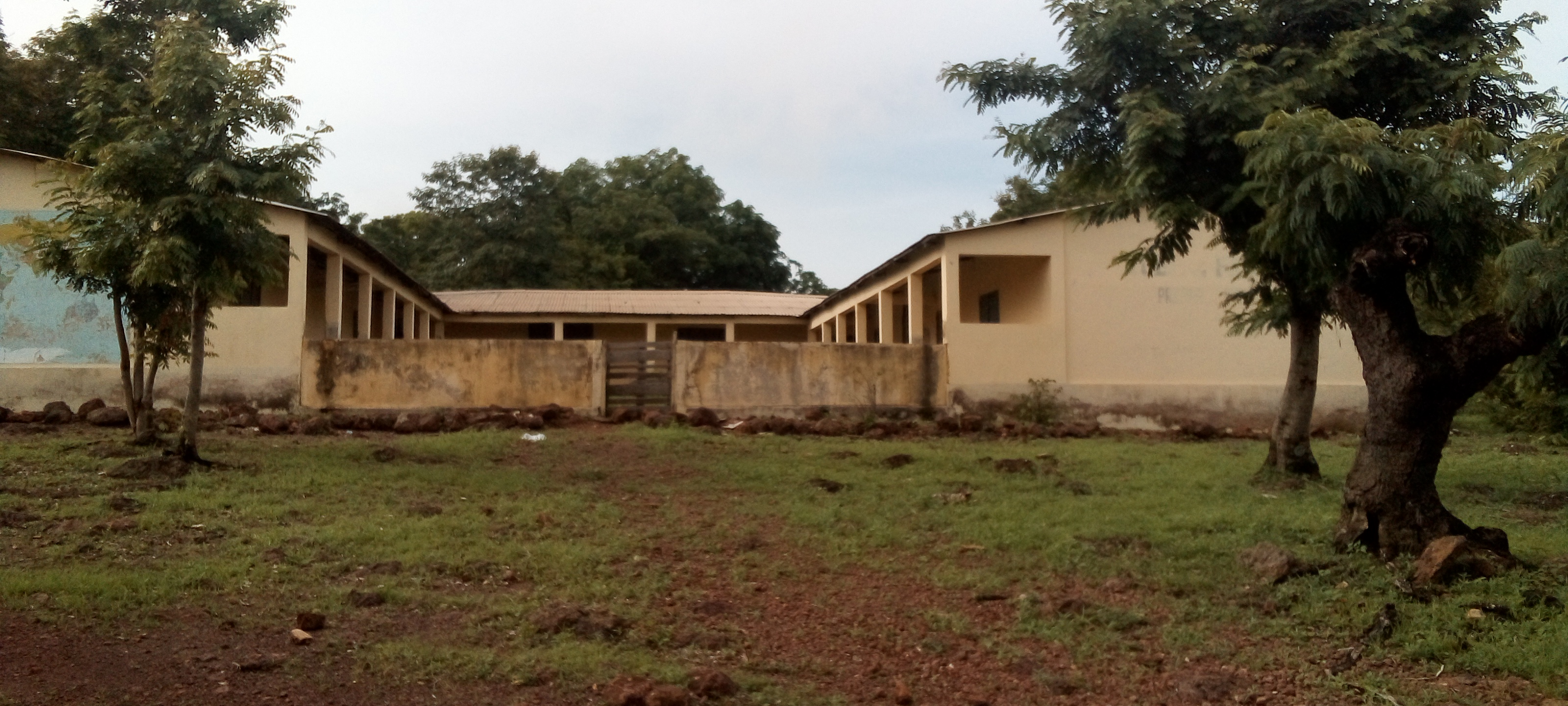
Entre du Lycée Fatako
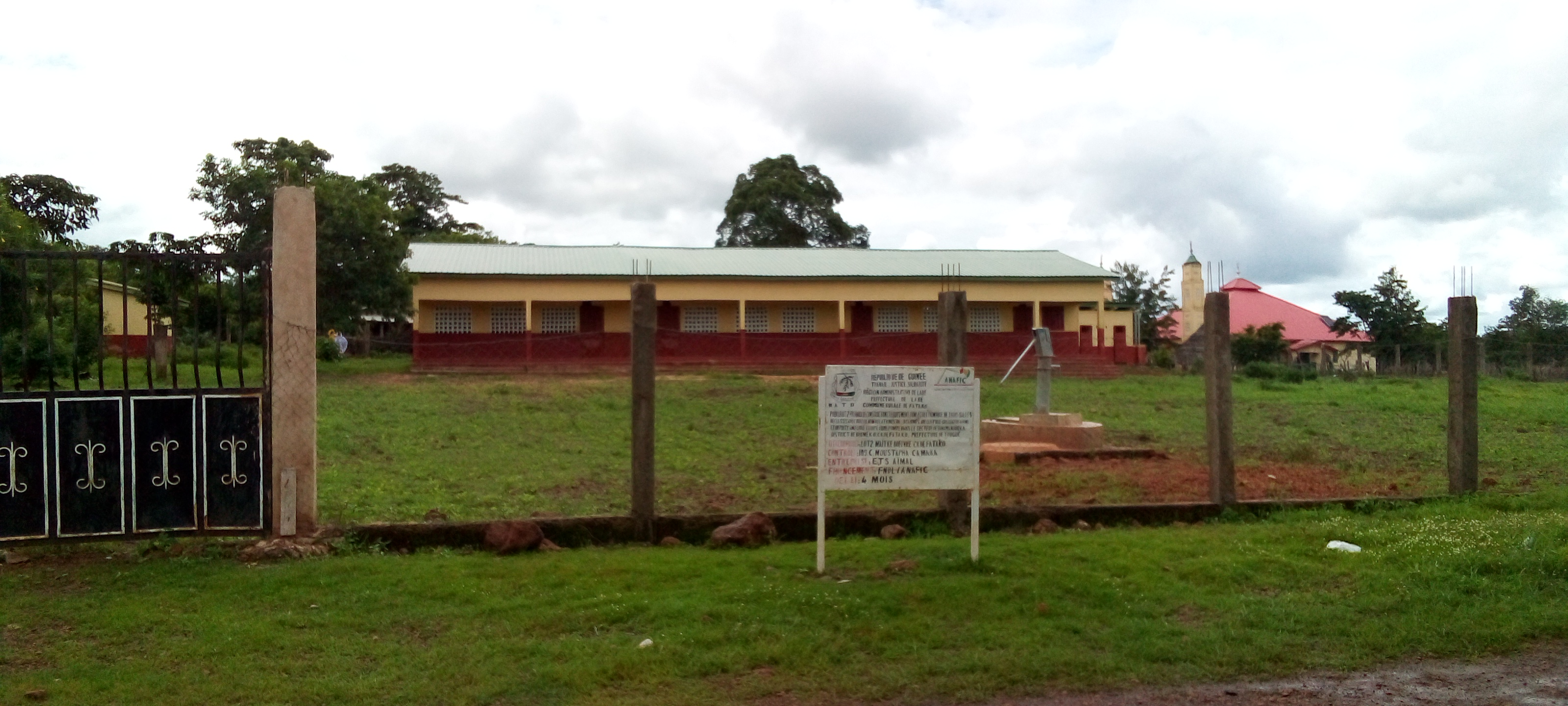
EP de Fatako